# Väringagardet
Väringagardet (grekiska: Τάγμα των Βαραγγών, Tágma ton Varangón, ungefär "Väringakåren") var en bysantinsk främlingslegion som huvudsakligen värvade nordiska legosoldater, så kallade väringar eller varjager, vilket agerade livgarde och elitförband till den bysantiska kejsaren.
Gardet formades ur det stora antalet nordmän som med tiden tog värvning i den bysantinska kejserliga livvakten(en) (grekiska: βασιλική ἑταιρεία, Basilike hetaireia), vilken huvudsakligen utgjordes av utländska legosoldater och formade del av den bysantinska stående hären. Anledningen för anlitandet av utländska trupper var bland annat att dessa saknade politisk intresse i det Bysantinska riket och var lojal till den som budade högst, vilket var kejsaren. Lön betalades direkt ur kejsarens fickor istället för statskassan och trupperna var därför ett separat förband från bysantinska armén. De nordiska krigarna kom även från en krigarkultur med gamla anor som legosoldater, varför de passade för befattningen som kejsarens personliga livgarde och elitförband.
Gardet bestod ursprungligen, och under större delen av sin existens, av nordmän, huvudsakligen från Sveariket, men senare även av anglosaxare och ruser. Huvudförläggning var Konstantinopel.

## Etymologi
Begreppet "väringar" torde härstamma från fornnordiska: væringi eller væringr men dess etymologi är omdiskuterad. Det kan ha samband med ett fornnordiskt ord vár, ”trohet”, möjligen för att man svurit en trohetsed (edsvuren). Det kan även komma av fornnordiska: verr (”vard”), som betyder väktare och krigare, men även man (jämför varulv, ”manvarg”), dvs ungefär manskap.
Det grekiska ordet för dem var Várangos medan slaverna kallade de varjager (fornöstslaviska варѧгъ, varęgŭ).

## Historia

### Väringarnas uppkomst

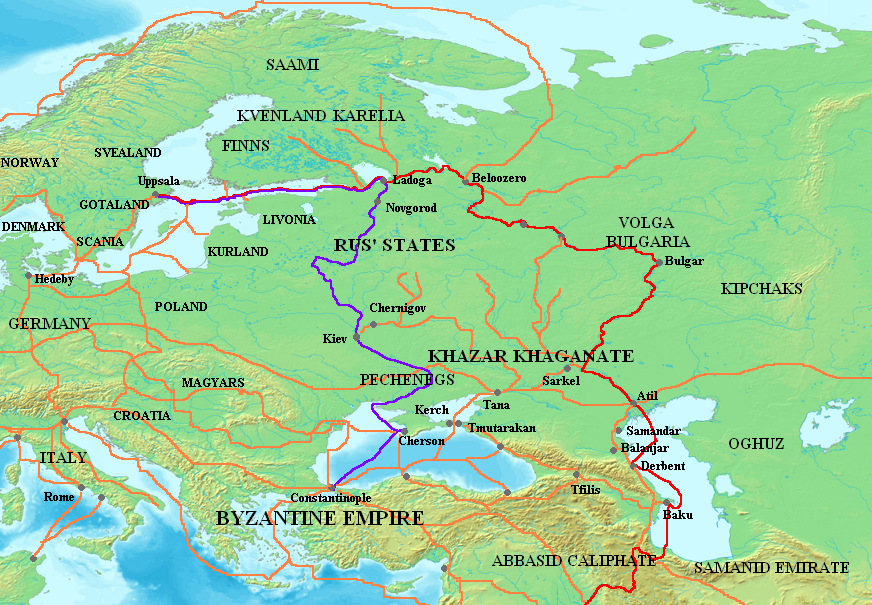
Väringarnas färdleder i österled:
Vägen från varjagerna till grekerna
Volgas handelsrutt

Nordbor tog värvning som legosoldater i den romerska armén redan under förhistorisk tid, men då främst i det forna västromerska riket. De första kända väringarna att lejas av det östromerska riket, sedermera känt som det bysantiska riket, torde ha skett under Theofilos (829–842) eller Mikael III:s (842–867) styre. Väringar (Varjager) omnämns i den gammalryska Nestorskrönikan som en stam vilka ska ha krävt tribut från de slaviska och finska stammarna 859. Dessa kallades, utöver väringar, för ruser (rhos), vilket under denna period var ett handelsnamn för de nordbor och dito folkgrupper som färdades på vikingafärder i österled och bedrev handelsplatser kring dagens Ukraina och sydvästra Ryssland, en dunkel handelsbildning som i modern tid ibland kallas Ruskhaganatet. Det var populärt att segla från östersjön, genom dagens Ukraina och ner genom svarta havet för att föra byteshandel med Konstantinopel, eller Miklagård ("Storstaden") som nordborna kallade staden. Nestorskrönikan kallar färdleden "vägen från varjagerna till grekerna" (ryska: Путь из варяг в греки, Put iz varjag v greki) och sträckte sig från Birka ner till Bysans.
Från slutet av 800-talet kom ruserna att ombilda det dunkla Ruskhaganatet till en ordentlig statsbildning med handelsplatsen Kiev som centralmakt, sedermera kallat Kievrus eller Kievriket. Storfurste blev Rurik, enligt kievska Nestorskrönikan en varjag ("väring") av rusernas stam (vilket antas avse svearna). Kievrikets framfart under 800-talets slut ledde till flera räder och belägringar mot Bysans kuster och städer i svarta havet, resulterande i flera olika fördrag mellan statsapparaterna. Ett sådant från 874 anger att Kievriket blev pliktade att förse Bysans med män för militärtjänst. År 907 antogs ett nytt fördrag om handelsrättigheter, vilket senare expanderades 911 för att omfatta sjöfartshandel, kolonialrättigheter och legosoldattjänst, där bysantinska kejsaren även tillät nordmän att bosätta sig i Konstantinopel.
Från början for nordmän ner i små spridda eller sporadiska mängder för att bli väringar i bysantinska riket. Väringar lejdes främst till den kejserliga livvakten (grekiska: βασιλική ἑταιρεία, Basilike hetaireia), vilken hade intresse att anställa utländska legosoldater framför inhemska medborgare i syfte att hålla lokala politiska motståndare borta och lojalitet kring löning. Detta var lukrativt för nordbor, vilka kom från en krigarkultur som under lång tid ägnat sig åt vikingafärder. Värvning kunde ske individuellt eller i grupp och det kontinuerliga antalet väringar verkar ha uppgått till några hundra män under de tidiga åren. Livvakten användes även militärt i den bysantinska stående hären och 902 ska cirka 700 väringar, tillsammans med Dalmatier, ha tjänstgjort som marinsoldater i Bysantinska sjökampanjer mot arabiska Emiratet Kreta. År 936 kom cirka 415 väringar att skickas på en kampanj mot araberna i södra Italien och det finns runstenar i Sverige som rests till minne av krigare som dog i Langbarðaland ("Lombardernas land"), det fornnordiska namnet på södra Italien. År 949 ska 629 väringar under Konstantin VII (913–959) ha åter skickats till Kreta mot araberna och 955 var väringakontingenter närvarande bland styrkorna som motsatte sig araberna i Syrien. Under denna period ska väringarna även ha integrerats med de större kompanierna.

### Gardets grundade

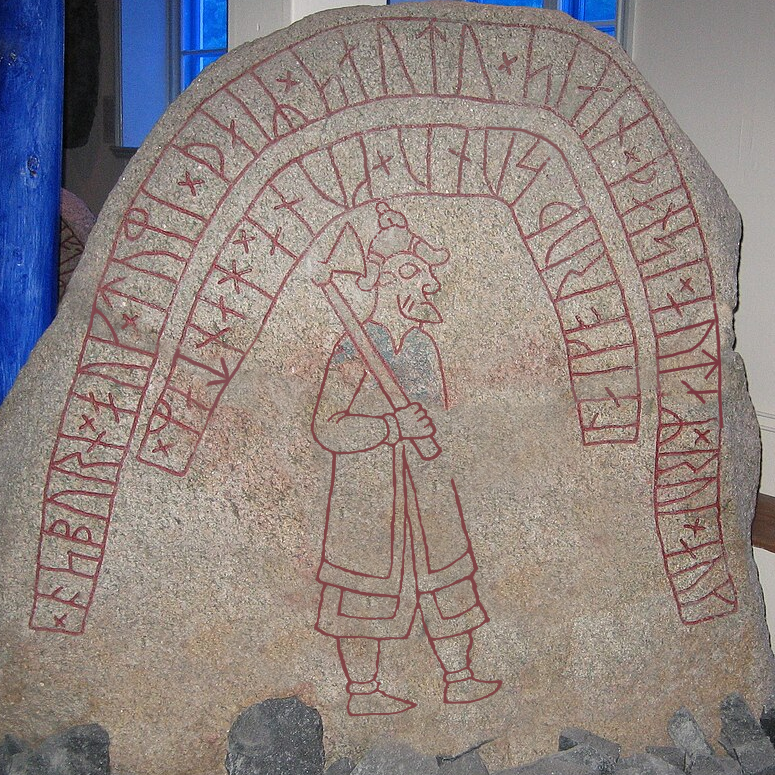
Hunnestad-sten 1 (DR 282) från tidigt 1000-tal, här enkelt artificiellt återskapad, avbildande vad som torde vara en väring.

År 977 utbröt inbördeskrig i Kievriket mellan Kievs furste Jaropolk Svjatoslavitj och hans bröder, drevljanerfursten Oleg Svjatoslavitj och novgorodfursten Vladimir Svjatoslavitj. Oleg dog i en misslyckad reträtt medan Vladimir sattes i landsflykt av Jaropolk och blev tvingad att fly till Sverige (Svitjod), då hans fader Svjastoslav I var väring och således svenskättad. Han återkom till Kiev ett år senare och störtade Jaropolk med en stor svenskbackad vikingahär för att själv bli storfurste av Kiev.
988 trolovade sig Vladimir med den bysantinske kejsaren Basileios IIs (976–1025) syster Anna av Bysans. Som en tacksamhetsgest överlämnade Vladimir 6 000 skandinaviska soldater till kejsaren från sin tidigare statskupp. Vladimir saknade pengar att hålla dessa posterade i Kievriket, varför de bad om att bli skickade till bysantinska kejsaren istället. Bysantinska kejsaren var så imponerad över dessa storväxta, karga mäns stridsskicklighet och mod att han redan följande år sände ut dem för att slå ner en stor rebellarmé, vilket de gjorde med så stor stridsvilja att de högg ner oppositionen till siste man. Basilleios grundade därefter ett eget garde för dessa, Väringagardet, och utsåg dem till sin personliga livvakt.

### Fortsatt verksamhet
Väringagardet verkade under hela 1000-talet, och blev allt viktigare kring år 1100 under kejsar Alexios I Komnenos (1081–1118) styre.
År 1203, under fjärde korståget, hindrade nordiska väringar franska korsfarare från att storma Konstantinopel. Ögonvittnet Geoffroi de Villehardouin refererade till dessa väringar som "daner" (troligen avseende nordbor). Först i april följande år föll Konstantinopel till korsfararna, vilka bildande det latinska riket, medan den bysantiska staten flydde österut och bildade kejsardömet Nicaea. Vad som hände med väringagardet följande detta är dunkelt. Väringar omnämns både hos den nya latinska kejsaren samt hos den nicaeanska kejsaren. Det sista omnämnandet av väringagardet i sig finns i den grekiska versionen av "krönikan om Morea" (grekiska: Τὸ χρονικὸν τοῦ Μορέως), som omnämner att gardet, då under nicaeansk tjänst, eskorterade prinsen av Achaia till fängelset efter slaget vid Pelagonia(en) 1259. Engelska väringar omnämns senare i samband med strider vid återerövringen av Konstantinopel(en) 1261 under Mikael VIII Palaiologos (1261–1282) men omnämningen av väringar i primära källor minskar påtagligt efter detta.
Enligt bysanshistorikern Raffaele D'Amato i sin bok "The Varangian Guard 988-1453 (Men-at-Arms)", ska den bulgariska tsaren ha överfallit en bysantinsk armé 1265 och belägrat dem i den lilla staden Ainos, där han erbjöd garnisonen deras liv och staden i utbyte mot att de släppte den tillfångatagna före detta Rumsultanen. Väringarna gick med på detta men när en bysantinsk undsättning anlände dagen efter lät den rasande kejsaren Mikael VIII prygla de för att sedan paradera de runt gatorna i Konstantinopel iklädda kvinnokläder ridandes på åsnor. Ändå, fram till 1272 anlitade kejsaren väringarna i stor utsträckning för återerövringskampanjer.
Efter Mikael VIII:s styre blev det bysantinska riket allt fattigare, vilket lär haft påtaglig effekt för gardets eventuella avveckling. År 1329 fanns det fortfarande 'väringar med sina yxor' som vaktade nycklarna till vilken stad som helst där kejsaren råkade vistas och kejsare Johannes VI Kantakouzenos (1347–1354) omnämner dem i sin biografi som vakter 1316, 1328, 1330 och 1341 men då antytt att väringarna vid denna tid var en mindre hird och ej längre något större regemente. Johannes VII Palaiologos omnämnde i ett brev till Henrik IV av England att några engelska väringar var aktiva i försvaret av Konstantinopel mot turkarna 1402 (se belägringen av Konstantinopel (1394–1402)(en)). De omnämns för sista gången 1404 under Manuel II Palaiologos men verkar ha fasats ut innan Konstantinopels fall till turkarna 1453.

## Väringarna

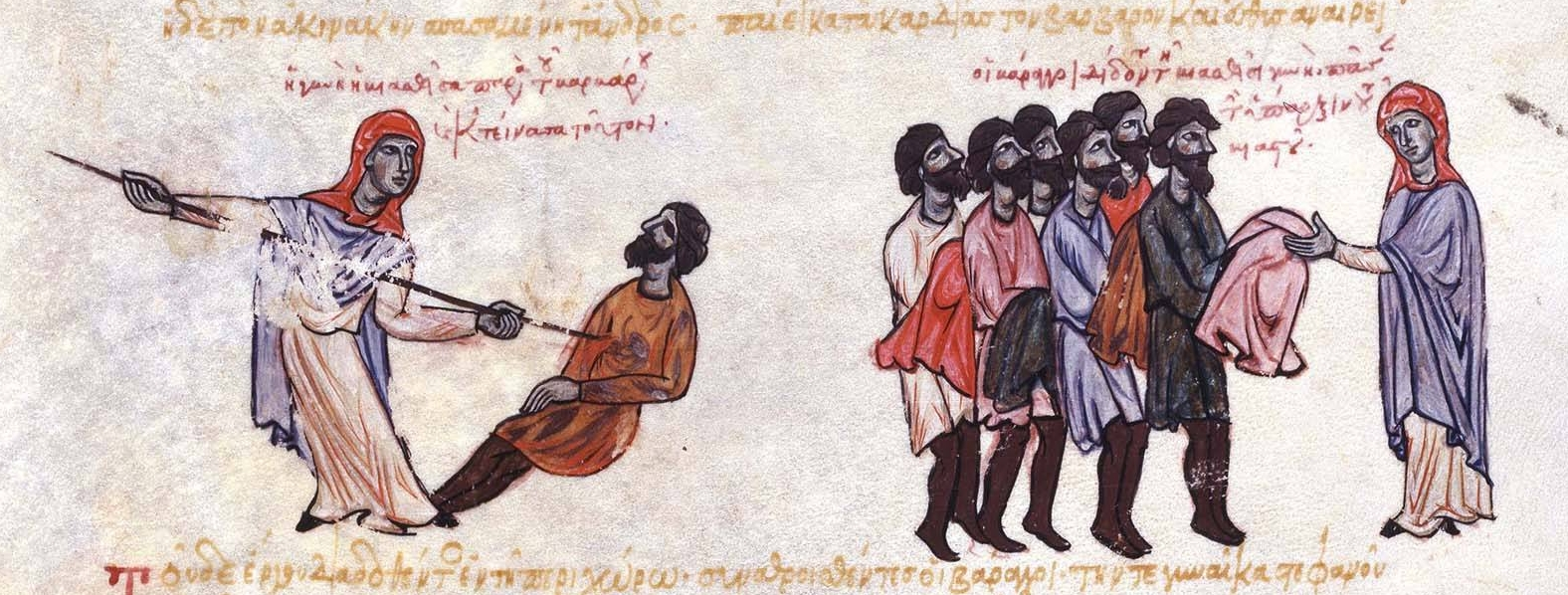
Ur Madrid-manuskriptet (sent 1000-tal), en kvinna dräper en väring som försökt våldta henne. Som gengäld gav gardet henne den dräptes ägodelar.

Ursprungligen bestod väringagardet av värvade krigare från Sveariket och andra nordiska områden. Dessa kallades varangoi, vilket blev det bysantinska namnet på de norröna folken, där Norden kallades Varangia. Väringarna var även kända för sitt bruk av långyxor och kallades därför lokalt ofta för pelekyphoroi (grekiska: πελεκοφόροι), ungefär "yxbärarna" eller "yxingarna".

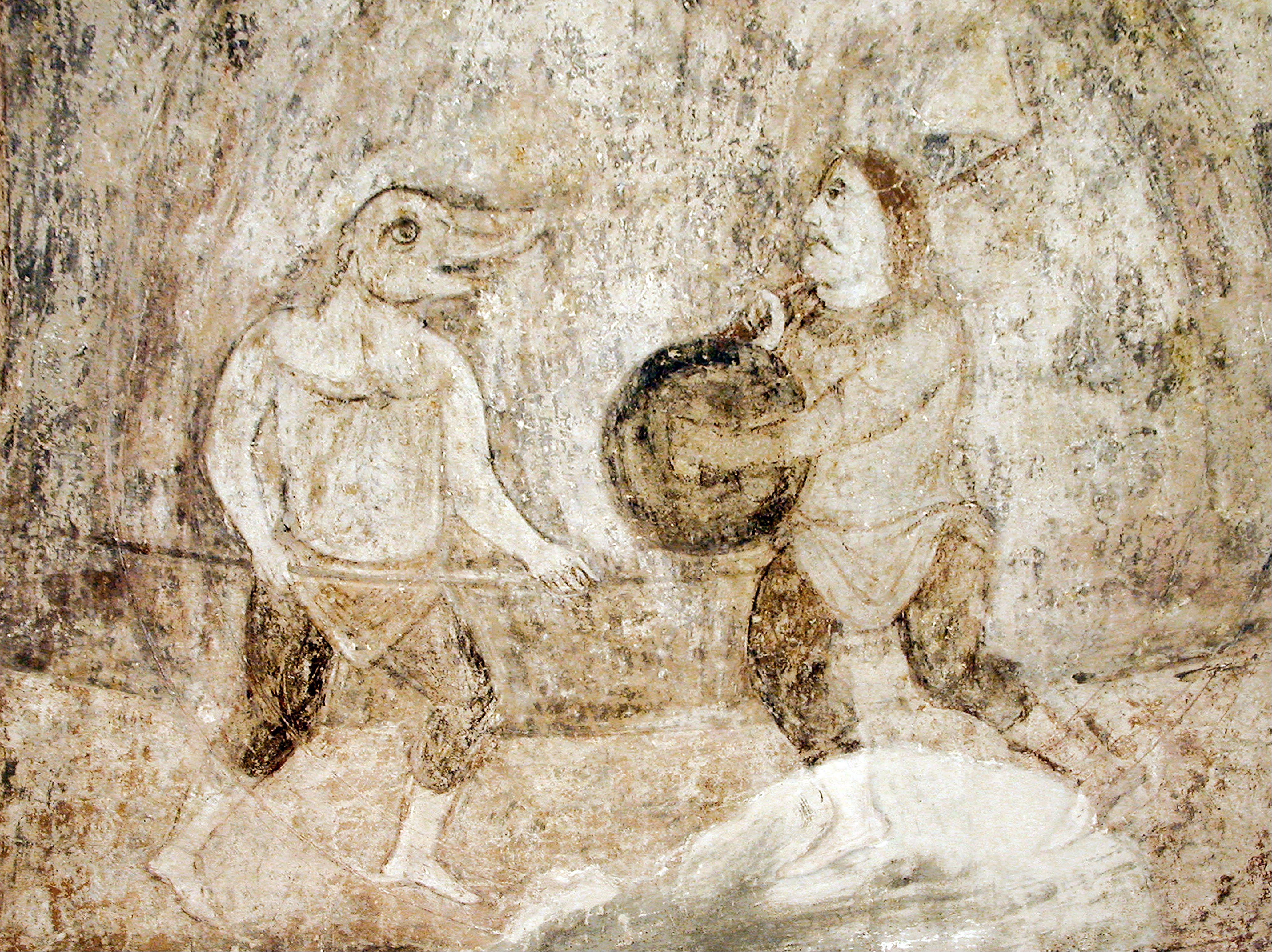
Muralmålning inuti Sofiakatedralen i Kiev från 1000-talet vilken tros avbilda väringar som utför en gotisk dans. Den vänstra bär en varg- eller björnmask medan den högra bär långyxa och rundsköld.

Enligt Konstantin VIIs hovceremoniel (föreskriven ordning vid ceremoni) De cerimoniis aulae Byzantinae skall väringagardet vid vissa tillfällen utfört en så kallad gotisk dans, då de dansat djuriskt och haft på sig pälsar av olika stora rovdjur såsom björnar och ulvar och skrikit och slagit med svärden mot sköldarna.
De skandinaviska krigarna lärde sig troligen inte mycket grekiska: Alexios I Komnenos går i isländska sagor under namnet Kirjalax, en förvrängning av det grekiska för 'herre Alexios'. De var dock mer eller mindre skrivkunniga, och lämnade graffiti på Pireuslejonet och på Hagia Sofias balustrader.
Efter normandernas maktövertagande av Britannien 1066 började även anglosaxare resa ner till Konstantinopel för att ta tjänst i väringagardet. Bysantinerna skrev därför ibland om enklinovarangoi, "engelska väringar".

### Framstående väringar
I Njáls saga berättas om en islänning vid namn Kolskägg som hade befäl över väringagardet ("hövding i väringahären"). Han reste ner till Bysantinska riket omkring 900-talets andra hälft och tog tjänst i gardet efter något år. Han gifte sig med en lokal kvinna och tjänstgjorde fram till sin död.
Som ung var Harald Hårdråde ledare för väringagardet. År 1034 reste Harald med femhundra krigare till Miklagård (Konstantinopel) där de fick tjänst i Väringagardet under kejsare Mikael IV, sedan intagna i bysantinska flottan mot arabiska pirater i Egeiska havet. År 1038 deltog Harald och hans krigare i fälttåget att återerövra Sicilien, varefter Harald steg i graderna till manglavites, en hederstitel, senare utnämnd till spatharokandidates (livvaktsofficer) efter kamp mot bulgarer på Balkan. Harald återvände till Norge 1046.

### Vidare information
- "Kejsarens livvakter" i tidskriften Världens Historia 10 januari 2011
- The Varangian Guard: Northern Warriors in Roman Service på youtube